# Re sotto la Montagna
Il Re sotto la Montagna o della Montagna è una figura mitologica ricorrente in varie culture, segnatamente quella celtica e in particolare quella norrena. Esso è considerato il sovrano delle creature soprannaturali di un determinato luogo, particolarmente il sidhe per i celti oppure i troll per i norreni.
Il Re sotto la Montagna non è da confondere con la figura del Re nella Montagna, un altro personaggio trovato in molte fiabe e leggende che si rifà invece a figure storiche realmente esistite.

## Storia e mitologia
Le esatte origini del mito del Re sotto la Montagna sono oscure, basandosi probabilmente sull'incapacità degli uomini della protostoria di comprendere il mondo attorno a loro, e attribuendo ai fenomeni naturali un intento misterioso e spesso malevolo. In particolare eventi "inspiegabili" come terremoti, valanghe e l'aurora boreale crearono la convinzione nei popoli antichi dell'esistenza di creature sovrannaturali che le causassero, in particolare fate e folletti per i celti ed elfi e troll per i norreni, a loro volta guidate da un sovrano dai grandi poteri magici che spesso risiedeva nelle montagne, luoghi considerati all'epoca quasi inaccessibili.
Le credenze popolari perdurarono fino all'avvento del cristianesimo tra alto e basso medioevo, quando i monaci col loro proselitismo convinsero i pagani ad abbandonare le vecchie credenze. La figura del Re sotto la Montagna venne comunque perpetuata dalla tradizione popolare all'interno delle fiabe, dove è una figura ricorrente.

## Nella cultura di massa

### In Norvegia
La leggenda del Re sotto la Montagna ha riscosso grande successo nell'immaginario collettivo occidentale, segnatamente a partire dal XIX secolo. Il primo a renderla nota al grande pubblico fu Henrik Ibsen, nella cui opera Peer Gynt appare proprio questo personaggio, la cui popolarità crebbe enormemente dopo la trasposizione in musica da parte di Edvard Grieg, il cui segmento Nell'antro del re della montagna è tuttora uno dei pezzi di musica classica più noti a livello mondiale.
In Norvegia il Re sotto la Montagna si è radicato nella cultura popolare, e ogni zona ne "possiede" uno. Tra i più noti vi è il Re di Ekeberg, un quartiere di Oslo, che in tempi recenti avrebbe preferito trasferirsi altrove per via dell'urbanizzazione eccessiva della capitale norvegese.

### Nelle opere di Tolkien
Lo scrittore inglese J.R.R. Tolkien, appassionato di cultura e mitologia scandinava, ha a sua volta ripreso questa figura folkloristica, adattandola e rendendo Re sotto la Montagna un titolo che viene dato al regnante dei nani della Montagna Solitaria, o Erebor.

#### Re sotto la Montagna in ordine cronologico
1. Thráin I
2. Thorin I
3. (il regno fu abbandonato)
4. Thrór
5. Thráin II (in esilio)
6. Thorin II Scudodiquercia (brevemente)
7. Dáin II Piediferro
8. Thorin III Elminpietra

### Nei videogiochi
Negli ultimi anni questa figura è apparsa anche in vari videogiochi. In Undertale (2015) il personaggio di Asgore ricopre proprio il ruolo di Re sotto la Montagna e sovrano dei mostri, come lascia intendere esplicitamente la colonna sonora udibile durante il combattimento con lui, il cui titolo è Bergentrückung (in tedesco "Re nella Montagna", anche se i connotati fantastici di Asgore lo rendono piuttosto un "Re sotto la Montagna").
Il videogioco horror in terza persona Bramble: The Mountain King (2023) è invece interamente basato sulla mitologia norrena e sul personaggio del Re sotto la Montagna, il quale ha rapito la sorella del protagonista e rappresenta il nemico finale del gioco.